# サマーソング (映画)
『サマーソング』は2016年9月17日に公開された日本映画。
吉沢亮映画初主演の、オリジナル企画の青春映画である。舞台は神奈川県湘南海岸。
「仮面ライダーフォーゼ」で注目を集めた吉沢亮が初主演を務めた青春映画。
浅香航大、赤澤燈、和田琢磨、馬場良馬ら若手俳優が多数共演し、若者たちのひと夏の物語を描く。

## あらすじ
サーファーの父親に憧れ、サーフィンに明け暮れていたイッチーだったが、不慮の事故で父を亡くして以来、サーフィンや海から遠ざかっていた。ある夏、親友のまこととバンズに誘われ、渋々ながら海へ行くことにした健一は、道中で出会ったつぐみとえみこという女性2人組にお金をすられてしまう。目的地の海にたどり着いた健一は、海の家で働く友人のたけしとひろきと久しぶりに会い、そこでつぎみとえみこにも偶然再会し……。

## キャスト
- イッチー：吉沢亮
- まこっちゃん：浅香航大
- つぐみ：筧美和子
- えみこ：天野麻菜
- バンズ：赤澤燈
- たけし：和田琢磨
- ひろき：馬場良馬
- あいこ：丸高愛実
- 鈴木：鈴木拓
- REXオーナー：高岡奏輔
- イッチーのバイト先店長：川越達也
- まことの親父：温水洋一
- まことの母：麻生祐未
- イッチーの父親（故）：風間トオル（特別出演）

## スタッフ
- エグゼクティブプロデューサー：中川真吾・河野正人・和田忠士
- プロデューサー：大城哲也・佐伯寛之・宇都宮寛至
- 監督・脚本：中前勇児
- 撮影：高島一宗
- 照明：山口賢二
- 美術：小林民雄
- 主題歌：1FINGER「ヤシの木〜Sha la la〜」
- 製作プロダクション：ジニアス
- 配給：クラスター
- 製作：「サマーソング」製作委員会（ジニアス、クラスター、サンエイテレビ）